# 500 miles d'Indianapolis 1941

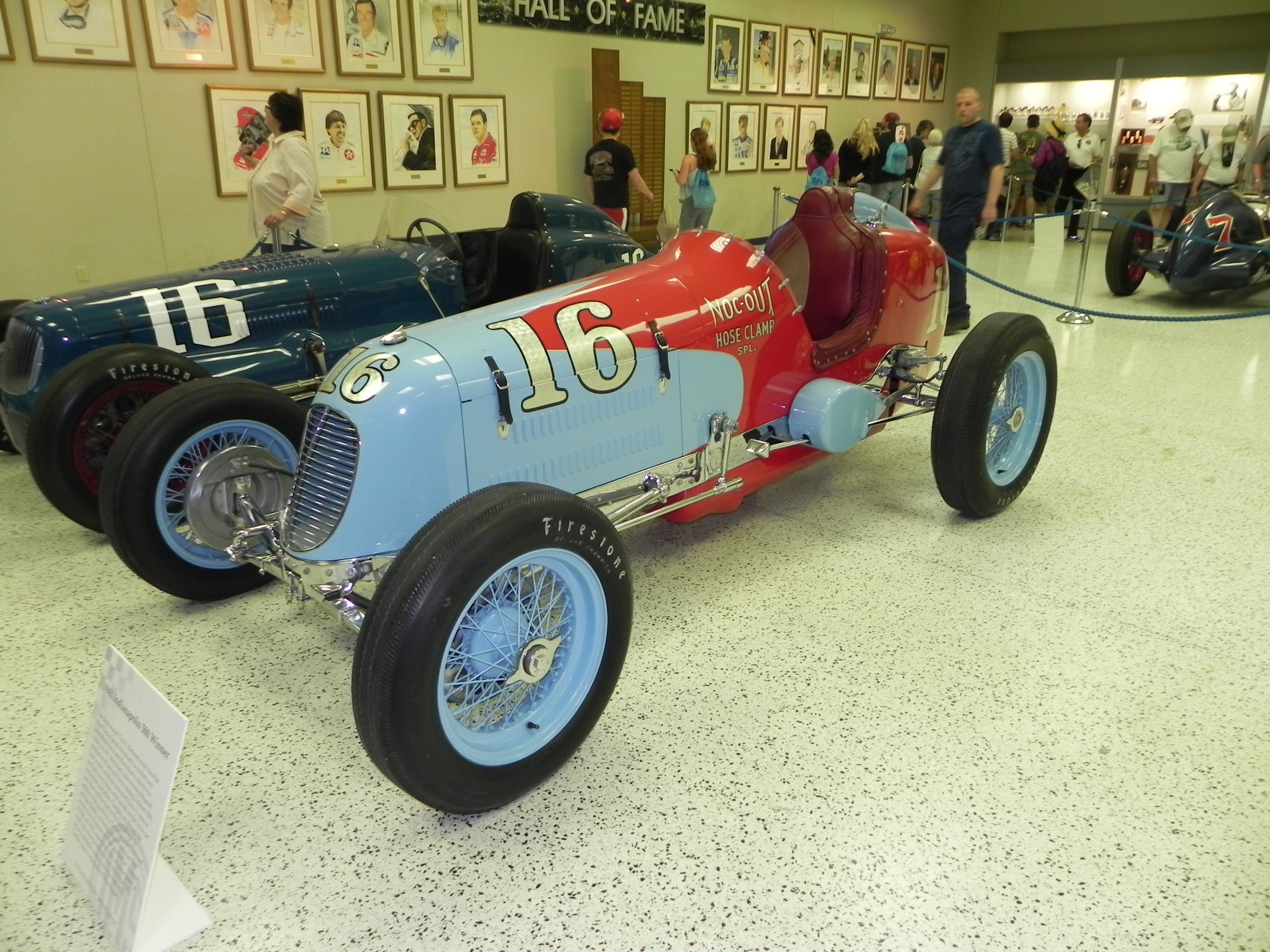
La Wetteroth-Offenhauser de Floyd Davis et Mauri Rose, victorieuse de l'édition 1941 des 500 miles d'Indianapolis.

Les 500 miles d'Indianapolis 1941, courus sur l'Indianapolis Motor Speedway et organisés le vendredi 30 mai 1941, ont été remportés par les pilotes américains Floyd Davis (en) et Mauri Rose sur une Wetteroth-Offenhauser.

## Grille de départ
| Ligne | Intérieur     | Centre                | Extérieur       |
| 1     | Mauri Rose    | Rex Mays              | Wilbur Shaw     |
| 2     | Harry McQuinn | Doc Williams          | Frank Wearne    |
| 3     | Cliff Bergere | Billy Devore          | Chet Miller     |
| 4     | Ralph Hepburn | Russ Snowberger       | Everett Saylor  |
| 5     | George Connor | Al Miller             | Emil Andres     |
| 6     | George Robson | Floyd Davis (en)      | Paul Russo      |
| 7     | Kelly Petillo | Tommy Hinnershitz     | Mel Hansen (en) |
| 8     | Frank Brisko  | Joel Thorne           | Louis Tomei     |
| 9     | Tony Willman  | Overton Phillips      | Joie Chitwood   |
| 10    | Ted Horn      | Deacon Litz           | Duke Nalon      |
| 11    | Al Putnam     | George Barringer (en) | Sam Hanks       |

La pole a été réalisée par Mauri Rose à la moyenne de 207,108 km/h.

## Classement final
| no | Pilote                      | Voiture                | Tours | Temps/Abandon    |
| 1  | Floyd Davis (en) Mauri Rose | Wetteroth-Offenhauser  | 200   |                  |
| 2  | Rex Mays                    | Stevens-Winfield       | 200   |                  |
| 3  | Ted Horn                    | Adams-Sparks           | 200   |                  |
| 4  | Ralph Hepburn               | Miller-Novi            | 200   |                  |
| 5  | Cliff Bergere               | Wetteroth-Offenhauser  | 200   |                  |
| 6  | Chet Miller                 | Miller                 | 200   |                  |
| 7  | Harry McQuinn               | Alfa Romeo             | 200   |                  |
| 8  | Frank Wearne                | Shaw-Offenhauser       | 200   |                  |
| 9  | Paul Russo                  | Marchese-Miller        | 200   |                  |
| 10 | Tommy Hinnershitz           | Adams-Offenhauser      | 200   |                  |
| 11 | Louis Tomei                 | Miller-Offenhauser     | 200   |                  |
| 12 | Al Putnam                   | Wetteroth-Offenhauser  | 200   |                  |
| 13 | Overton Phillips            | Bugatti-Miller         | 187   |                  |
| 14 | Joie Chitwood               | Lencki                 | 177   |                  |
| 15 | Duke Nalon                  | Maserati               | 173   |                  |
| 16 | George Connor               | Stevens-Offenhauser    | 167   | transmission     |
| 17 | Everett Saylor              | Weil-Offenhauser       | 155   | accident         |
| 18 | Wilbur Shaw                 | Maserati               | 151   | accident         |
| 19 | Billy Devore                | Stevens-Offenhauser    | 121   | mécanique        |
| 20 | Tony Willman                | Stevens-Offenhauser    | 117   | mécanique        |
| 21 | Russ Snowberger             | Snowberger-Offenhauser | 107   | pompe à eau      |
| 22 | Deacon Litz                 | Stevens-Sampson        | 89    | pression d'huile |
| 23 | Frank Brisko                | Stevens-Brisko         | 70    | moteur           |
| 24 | Doc Williams                | Cooper-Offenhauser     | 68    | radiateur        |
| 25 | George Robson               | Weil-Duray             | 66    | fuite d'huile    |
| 26 | Mauri Rose                  | Maserati               | 60    | bougies          |
| 27 | Kelly Petillo               | Wetteroth-Offenhauser  | 48    | mécanique        |
| 28 | Al Miller                   | Miller                 | 22    | transmission     |
| 29 | Mel Hansen (en)             | Miller-Offenhauser     | 11    | mécanique        |
| 30 | Emil Andres                 | Lencki                 | 5     | accident         |
| 31 | Joel Thorne                 | Adams-Spark            | 5     | accident         |
| 32 | George Barringer (en)       | Miller                 | 0     | non partant      |
| 33 | Sam Hanks                   | Kurtis-Offenhauser     | 0     | non partant      |

## Note
Auteur de la pole sur la voiture n°3, Mauri Rose a été contraint à l'abandon au 60e tour. Au 72e tour, il a relayé Floyd Davis sur la voiture n°17.

## Sources
- (en) Résultats complets sur le site officiel de l'Indy 500